# Борониці
Борониці (пол. Boronice) — село в Польщі, у гміні Казімежа-Велька Казімерського повіту Свентокшиського воєводства. Населення — 365 осіб (2011).
У 1975—1998 роках село належало до Келецького воєводства.

## Демографія
Демографічна структура на день 31 березня 2011 року:
|          | Загалом | Допрацездатний вік | Працездатний вік | Постпрацездатний вік |
| -------- | ------- | ------------------ | ---------------- | -------------------- |
| Чоловіки | 174     | 34                 | 115              | 25                   |
| Жінки    | 191     | 42                 | 94               | 55                   |
| Разом    | 365     | 76                 | 209              | 80                   |